# Кристя, Андрей
Андрей Кристя (рум. Andrei Cristea; родился 15 мая 1984, Бакэу, Румыния) — румынский футболист, нападающий.

## Карьера
Начинал свою карьеру Кристя в клубе «Бакэу». Позже на него обратили внимание известные румынские клубы, но больше всего им интересовалась бухарестская «Стяуа», куда Андрей и перешёл в 2004 году за 1 млн долларов.
В 2006 он перешёл в «Политехнику Тимишоару», где отыграл 2 года, а ещё в 2008 году его отдали в аренду на полгода в «Политехнику Яссы».
В 2008 подписал контракт с бухарестским «Динамо», отыграл там полтора сезона, опять отдавался в аренду на полгода и опять в ту же «Политехнику».
В 2011 подписал годичный контракт с «Карлсруэ», но после вылета клуба в третью Бундеслигу стал свободным агентом и вернулся в «Динамо».

## В сборной
Кристя сыграл за национальную сборную 9 раз.

## Достижения
Динамо (Бухарест)
- Обладатель Кубка Румынии: 2011/12